# Micrablepharus maximiliani
Micrablepharus maximiliani is een hagedis uit de familie Gymnophthalmidae. De wetenschappelijke naam van de soort werd in 1862 als Gymnophthalmus maximiliani gepubliceerd door Johannes Theodor Reinhardt en Christian Frederik Lütken.
De soort komt voor in Peru, Bolivia en Paraguay, en in een groot deel van Brazilië.

## Synoniemen
- Scincus cyanurus Schinz, 1822, nomen oblitum
- Micrablepharus glaucurus Boettger, 1885
- Micrablepharus dunni Laurent, 1949

Acratosaura · 
Adercosaurus · 
Alexandresaurus · 
Acratosaura · 
Adercosaurus · 
Alexandresaurus · 
Amapasaurus · 
Anadia · 
Andinosaura · 
Anotosaura · 
Arthrosaura · 
Bachia · 
Calyptommatus · 
Caparaonia · 
Cercosaura · 
Colobodactylus · 
Colobosaura · 
Colobosauroides · 
Dryadosaura · 
Echinosaura · 
Ecpleopus · 
Euspondylus · 
Gelanesaurus · 
Gymnophthalmus · 
Heterodactylus · 
Iphisa · 
Kaieteurosaurus · 
Leposoma · 
Loxopholis · 
Macropholidus · 
Marinussaurus · 
Micrablepharus · 
Neusticurus · 
Nothobachia · 
Oreosaurus · 
Pantepuisaurus · 
Petracola · 
Pholidobolus · 
Placosoma · 
Potamites · 
Procellosaurinus · 
Proctoporus · 
Psilops · 
Rhachisaurus · 
Riama · 
Riolama · 
Rondonops · 
Scriptosaura · 
Stenolepis · 
Tretioscincus · 
Vanzosaura